# Chumig
Chumig (tib.: chu mig) ist eine etwa 15 km westlich von Samzhubzê gelegene religiöse Stätte, die im 13./14. Jahrhundert das Zentrum der gleichnamigen Tibetischen Zehntausendschaft war.

## Geschichte
Chumig war bis etwa 1290 der Sitz eines Herrschergeschlechtes mit dem Titel „Zehntausendschaftsführer“ (tib.: khri dpon; „Thripön“). Chumig selbst hatte den Titel „Chumig Thrikor“ („Zehntausendschaft Chumig“). Die Thripön gingen mehrfach eheliche Verbindungen mit den Sakyapa ein, der stärksten Herrschaftsmacht in Tibet zu jener Zeit.
Kurz nach 1290 fiel Chumig unter dem Thripön Cangku Dönrin (tib.: khri dpon spyang ku don rin) aufgrund von Unregelmäßigkeiten in der Rechnungslegung bei den Sakya in Ungnade.
Der Versuch, beim Großkhan Kublai Khan Begnadigung zu erlangen schlug fehl. Als Folge wurde die Zehntausendschaft offensichtlich für eine Zeitlang der Innenverwaltung Sakyas, der „Sakya Nangso“ (tib.: sa skya nang so) unterstellt, bis sie schließlich der „Shithog Labrang“ (tib. gzhi thog bla brang) unterstellt wurde, die ebenfalls zu den Sakyapa gehörte.
Nach der Herrschaftsübernahme des Phagmo-Dru-Herrschers Situ Changchub Gyeltshen (tib.: si tu byang chub rgyal mtshan) unterstand der Thrikor schließlich den Phagmo-Dru-Herrschern (tib.: phag mo gru pa), die ihn letztlich – in wirtschaftlich schlechtem Zustand – erneut der Shithog Labrang überantworteten. Die Shithog Labrang führte die religiöse Stätte des Thrikor dann weiter.

## Religiöse Bedeutung von Chumig
Als heiligste Statue der religiösen Stätte von Chumig galt eine kleine Statue der grünen Tara, die dem berühmten Sakya Pandita (tib.: sa skya pandi ta) während seines Aufenthalts am Mongolenhof Beistand gewährt haben soll.